# Аккайнар (Рыскуловский район)
Аккайнар (каз. Аққайнар) — село в Рыскуловском районе Жамбылской области Казахстана. Входит в состав Корагатинского сельского округа. Находится примерно в 70 км к востоку от районного центра, села Кулан. Код КАТО — 315037200.

## Население
В 1999 году население села составляло 248 человек (172 мужчины и 76 женщин). По данным переписи 2009 года, в селе проживало 149 человек (75 мужчин и 74 женщины).